# Gorja de Kha
La Gorja de Kha (grec Φαράγγι Χά) és una gorja a l'est de l'illa grega de Creta. És al vessant oest de les muntanyes de Thrypti i la seva sortida és a l'est de Vassilikí, un poble de la plana de Ieràpetra. La gorja fa uns 1,5 km de llarg, és particularment estreta en alguns punts, i les seves parets arriben als 300 m d'altura. És una de les gorges més salvatges i difícils de recórrer, i sent pràcticament inaccessible ha mantingut una fauna d'ocells rica i diversa.